# 奈良市民の歌
「奈良市民の歌」（ならしみんのうた）は、奈良県の県庁所在地である奈良市が制定した市民歌。作詞・橋本竹茂、作曲・平井康三郎。

## 解説
奈良市は近畿地方の府県庁所在地としては津市と並んで戦前に市歌を制定していなかったが、1957年（昭和32年）に添上郡の5村編入に伴う市域拡大と翌年が市制施行60周年の節目に当たることを記念し、第16代市長・高椋正次の提唱により市民歌が制定されることになった。
歌詞の懸賞公募入選者は大和高田市の市役所職員で国民歌「若い日本」の作詞者としても知られる橋本竹茂であったが、資料によっては橋本の個人名がクレジットされず「奈良市選定」としている場合がある。
奈良市に関連する楽曲としては「市民の歌」に加えて1977年（昭和52年）選定の市制80周年記念歌「奈良のうた」（作詞・横田利平、作曲・長津義司）、1997年（平成9年）の市制100周年記念歌「時の風」（作詞/作曲・荒井敦子）の2曲が存在しているが、市ではいずれの楽曲も「特に定まった行事等での使用はしていない」とし、市の公式サイトのみならず『奈良市史』においてもこれらの楽曲に関しては一切の記述が見当たらない。